# Cornifrons ulceratalis
Cornifrons ulceratalis là một loài bướm đêm trong họ Crambidae.